# A Király meséi
A Király meséi Deák Bill Gyula bluesénekes hetedik nagylemeze, amely 2009. október 28-án jelent meg.

## Története
Az albumot 2009-ben kezdte el közösen készíteni Koltay Gergely és Deák Bill Gyula, s még ugyan ebben az évben, október 28-án meg is jelent a Sony Music kiadónál. Így vélekedett Bill:
Én csak jövőre akartam új anyagot, de a kiadó úgy vélekedett, hogy erre most van igény, a sikert pedig meg kell lovagolni. Úgyhogy Koltay Gergőékkel nekiláttunk az új album elkészítésének.
Ezen a lemezein is azok a zenészek működtek közre, mint a Hatvan csapás-on, kivéve Tornóczky Ferencet, Lukács Petát, Gyenes Bélát és Szabó Tamást. Bill így véleményezte a lemezt:
Egy nagyon erős és csodálatos album született. Nem is kicsit, hanem sokkal keményebben szól, mint az előző. A hangzás rockosabb, bluesosabb lett; gondolom ennek a rock-kedvelők majd fognak örülni! Azért a lemezen vannak csodálatosan szép balladák és bluesok is, így mindenki megtalálhatja rajta a neki tetsző dolgokat.

## Számlista
| 1.      | Forró hó            | 4:47 |
| 2.      | Nagy eső után       | 4:52 |
| 3.      | Kőbányáról álmodtam | 3:49 |
| 4.      | Itthon maradtam     | 4:23 |
| 5.      | Hol az ég?          | 3:59 |
| 6.      | Kilakoltatás        | 4:31 |
| 7.      | Ébredj              | 3:45 |
| 8.      | Lassú szőrös blues  | 4:36 |
| 9.      | Csonka boogie       | 3:28 |
| 10.     | Egyedül az Arénában | 4:50 |
| 11.     | Szabadon élj        | 5:04 |
| 12.     | A király meséje     | 3:58 |
| 13.     | A végtelen felé     | 4:23 |
| 14.     | Hosszú az út        | 4:37 |
| 15.     | Éjféli piac         | 4:46 |
| 16.     | Az legyél, aki vagy | 4:22 |
| 1:10:10 |                     |      |

## Közreműködők
- Deák Bill Gyula – ének
- Csillag Endre – gitár
- Lukács Peta – gitár
- Tornóczky Ferenc – gitár
- Sipeki Zoltán – gitár
- Zsoldos Tamás – basszusgitár
- Hirleman Bertalan – dob
- Szabó Tamás – szájharmonika
- Koltay Gergely – zenei rendező
- Gáspár Álmos – hegedű